# Эстай, Фабиан
Фабиан Рафаэль Эстай Сильва (исп. Fabián Raphael Estay Silva; род. 5 октября 1968, Сантьяго, Чили) — чилийский футболист, бывший полузащитник известный по выступлениям за клубы «Толука», «Атланте» и сборную Чили. Участник Чемпионата мира 1998 года.

## Клубная карьера
Эстай начал карьеру в клубе «Универсидад Католика», с которым уже в первом сезоне выиграл чилийскую Примеру. За команду он отыграл ещё три сезона без особого успеха, после чего перешёл в швейцарский «Санкт-Галлен». В 1993 году Фабиан вернулся на родину, где год провёл в «Универсидад де Чили» и во второй раз стал чемпионом Чили и обладателем Кубка. Летом того же года Эстай принял приглашение греческого «Олимпиакоса», но из-за высокой конкуренции не смог полноценным футболистом основного состава. В 1995 году он завоевал серебряные медали греческой Суперлиги. В том же году Эстай вновь вернулся на родину заключив соглашение с «Коло-Коло». По окончании сезона он перешёл в мексиканскую «Толуку». С новым клубом Эстай дважды выиграл мексиканскую Примеру.
В Мексике Фабиан провёл десять лет выступая за клубы «Атланте», «Интернасьональ», «Сантос Лагуна» и «Америку», но наибольшего успеха достиг именно в «Толуке». Эстай трижды признавался Лучшим футболистом Мексики. В 2005 году он переехал в Колумбию, где недолго выступал за «Америку» из Кали. В 2006 году Эстай завершил карьеру в футболиста на родине в клубе «Палестино».

## Международная карьера
17 октября 1990 года в товарищеском матче против сборной Бразилии Фабиан дебютировал за сборную Чили. 22 мая 1991 года во встрече против сборной Ирландии Эстай забил свой первый гол за национальную команду. Он принял участие в четырёх розыгрышах Кубка Америки в 1993, 1995, 1999 годах, а в 1991 стал обладателем бронзовых медалей турнира.
В 1998 году Фабиан попал в заявку сборной на участие в Чемпионате мира во Франции. На турнире он принял участие в матчах против команд Камеруна, Австрии, Италии и Бразилии.

### Голы за сборную Чили
| #   | Дата            | Место            | Противник | Счёт | Результат | Соревнование                     |
| --- | --------------- | ---------------- | --------- | ---- | --------- | -------------------------------- |
| 01. | 22 мая 1991     | Дублин, Ирландия | Ирландия  | 0:1  | 1:1       | Товарищеский матч                |
| 02. | 14 июля 1991    | Сантьяго, Чили   | Парагвай  | 3:0  | 4:0       | Кубок Америки 1991               |
| 03. | 31 марта 1993   | Арика, Чили      | Боливия   | 1:0  | 2:1       | Товарищеский матч                |
| 04. | 6 июля 1996     | Сантьяго, Чили   | Эквадор   | 3:1  | 4:1       | Чемпионат мира 1998 квалификация |
| 05. | 15 августа 2000 | Сантьяго, Чили   | Бразилия  | 1:0  | 3:0       | Чемпионат мира 1998 квалификация |

## Достижения
Командные
 «Универсидад Католика»
- Чемпионат Чили по футболу — 1987

 «Универсидад де Чили»
- Чемпионат Чили по футболу — 1993
- Обладатель Кубка Чили — 1994

 «Толука»
- Чемпионат Мексики по футболу — Лет. 1998
- Чемпионат Мексики по футболу — Лет. 1999

Международные
 Чили
- Кубок Америки по футболу — 1991

Индивидуальные
- Футболист года в Мексике — Зима 1997
- Футболист года в Мексике — Лето 1998
- Футболист года в Мексике — Лето 1999